# Eudistoma
Eudistoma är ett släkte av sjöpungar. Eudistoma ingår i familjen Polycitoridae.

## Dottertaxa tillEudistoma, i alfabetisk ordning[1]
- Eudistoma album
- Eudistoma amplum
- Eudistoma anaematum
- Eudistoma angolanum
- Eudistoma atypicum
- Eudistoma aureum
- Eudistoma australe
- Eudistoma banyulense
- Eudistoma bifurcum
- Eudistoma bituminis
- Eudistoma bulbatum
- Eudistoma caeruleum
- Eudistoma capsulatum
- Eudistoma carnosum
- Eudistoma carolinense
- Eudistoma clarum
- Eudistoma constrictum
- Eudistoma costai
- Eudistoma eboreum
- Eudistoma elongatum
- Eudistoma fasciculum
- Eudistoma fluorescens
- Eudistoma fragum
- Eudistoma fucatum
- Eudistoma gilboviride
- Eudistoma glabrum
- Eudistoma glaucum
- Eudistoma globosum
- Eudistoma gracilum
- Eudistoma hepaticum
- Eudistoma hospitale
- Eudistoma illotum
- Eudistoma inauratum
- Eudistoma incrustatum
- Eudistoma incubitum
- Eudistoma kauderni
- Eudistoma kaverium
- Eudistoma laboutei
- Eudistoma lakshmiani
- Eudistoma laysani
- Eudistoma loricatum
- Eudistoma maculosum
- Eudistoma magnum
- Eudistoma malum
- Eudistoma mexicanum
- Eudistoma microlarvum
- Eudistoma miniacum
- Eudistoma modestum
- Eudistoma molle
- Eudistoma mucosum
- Eudistoma multiperforatum
- Eudistoma niveum
- Eudistoma obscuratum
- Eudistoma occultum
- Eudistoma olivaceum
- Eudistoma one
- Eudistoma ovatum
- Eudistoma pachecae
- Eudistoma paesslerioides
- Eudistoma planum
- Eudistoma platense
- Eudistoma plumbeum
- Eudistoma pluritestae
- Eudistoma posidonarium
- Eudistoma pratulum
- Eudistoma punctatum
- Eudistoma purpureum
- Eudistoma pyriforme
- Eudistoma reginum
- Eudistoma rigidum
- Eudistoma ritteri
- Eudistoma roseum
- Eudistoma rubiginosum
- Eudistoma rubrum
- Eudistoma sabulosum
- Eudistoma segmentatum
- Eudistoma sluiteri
- Eudistoma stellatum
- Eudistoma superlatum
- Eudistoma tarponense
- Eudistoma tigrum
- Eudistoma toealensis
- Eudistoma tokara
- Eudistoma tridentatum
- Eudistoma tumidum
- Eudistoma vineum
- Eudistoma viride
- Eudistoma vitreum
- Eudistoma vulgare